# You're Next
You're Next (bra Você É o Próximo) é um filme de terror estadunidense dirigido por Adam Wingard , produzido em 2011 e lançado em 2013 nos Estados Unidos e em 2014 no resto do mundo.

## Sinopse
O casal Paul e Aubrey Davison vão comemorar o seu aniversário de casamento em sua casa no campo no Missouri, e convidam os seus filhos para a celebração. A família toda se reúne. O primeiro a chegar é Crispian Davison, que vai à festa ao lado da namorada a linda e inteligente universitária Erin Harson, seguido pelos outros três irmãos e os seus respectivos cônjuges.
Na reunião, estão presentes o primeiro filho da família, o Drake Davison, e sua esposa Kelly Davison; assim como os irmãos mais novos: o Felix Davison com a sua namorada a rebelde Zee e a caçula da família, a Aimee Davison com o seu parceiro Tariq.
A festa segue em frente, apesar das antigas rivalidades ressurgirem, criando um certo mal-estar entre os presentes. Durante o jantar, quando uma discussão está em seu ápice, algo surpreende os presentes, uma janela da casa é quebrada. É o início da luta desesperada pela sobrevivência, a família é atacada por estranhos que usam máscaras de animais, instaurando o pânico naquela que deveria ser apenas uma festa de celebração.

## Elenco
- Sharni Vinson - Erin Harson
- Nicholas Tucci - Felix Davison
- Wendy Glenn - Zee
- A. J. Bowen - Crispian Davison
- Joe Swanberg - Drake Davison
- Margaret Laney - Kelly Davison
- Amy Seimetz - Aimee Davison
- Ti West - Tariq
- Rob Moran - Paul Davison
- Barbara Crampton - Aubrey Davison
- Lane Hughes - Tom
- Larry Fessenden - Erik Harson
- Kate Lyn Sheil - Talia